# For the Cause of the South
For the Cause of the South è un cortometraggio muto del 1912 scritto e diretto da Bannister Merwin.

## Produzione
Il film fu prodotto dalla Edison Company.

## Distribuzione
Distribuito dalla General Film Company, il film - un cortometraggio in una bobina - uscì nelle sale cinematografiche degli Stati Uniti il 26 gennaio 1912.